# Kalex
KALEX engineering – niemiecka firma z siedzibą w Bobingen specjalizująca się w produkcji motocykli wyścigowych. Motocykle Kalex w MMŚ zadebiutowały w sezonie 2010 w klasie Moto2, a od 2012 roku rywalizują również w Moto3.

## Tytuły mistrzowskie

### Moto2

#### Indywidualnie
- Stefan Bradl (2011)
- Pol Espargaró (2013)
- Esteve Rabat (2014)
- Johann Zarco (2015)

#### Drużynowo
- 2013: 392 pkt
- 2014: 430 pkt
- 2015: 445 pkt